# Zahraa (Hama)
Pour les articles homonymes, voir Zahraa.
Zahraa (الزهراء) est un village de Syrie situé dans la nahié de Djeb-Ramlah dépendant du district de Masyaf dans le gouvernorat de Hama. Selon le recensement de 2004, Zahraa comptait alors une population de 1 019 habitants.